# أقواس فولسان
أقواس فولسان هو معلم أثري تونسي مصنف من قبل المعهد الوطني للتراث يقع في ولاية سليانة في الوسط الغربي التونسي، تحديدا في مدينة هنشير الكريب تم تصنيف المعلم في يوم 19 مارس 1894.

## مقالات ذات صلة
- قائمة المعالم الأثرية المصنفة في تونس